# Sebastian Mannström
Sebastian Mannström (Jakobstad, 29 ottobre 1988) è un calciatore finlandese, centrocampista del GBK.